# Crète (périphérie)
Pour les articles homonymes, voir Crete.
Ne doit pas être confondu avec Crète.
La Crète est l'une des treize périphéries (régions) grecques constituée notamment par l'île de Crète mais aussi celles de Gavdos, Gavdopoúla, Día, Chrysí, Koufonísi ou encore des Dionysades. Elle est aussi l'un des sept diocèses décentralisés créés par le programme Kallikratis en janvier 2011.
Elle est divisée en quatre districts régionaux : La Canée (Chania), Héraklion, Réthymnon et Lassíthi. Le chef-lieu de La Canée est La Canée, celui d'Héraklion est Héraklion, celui de Réthymnon est Réthymnon et enfin celui de Lasithi est Ágios Nikólaos.